# Romuli
Romuli es una comuna en el condado de Bistrița-Năsăud, Rumania.

## Personalidades
- Jacobo Langsner (1927-2020), dramaturgo uruguayo, nacido en esta localidad.

## Galería

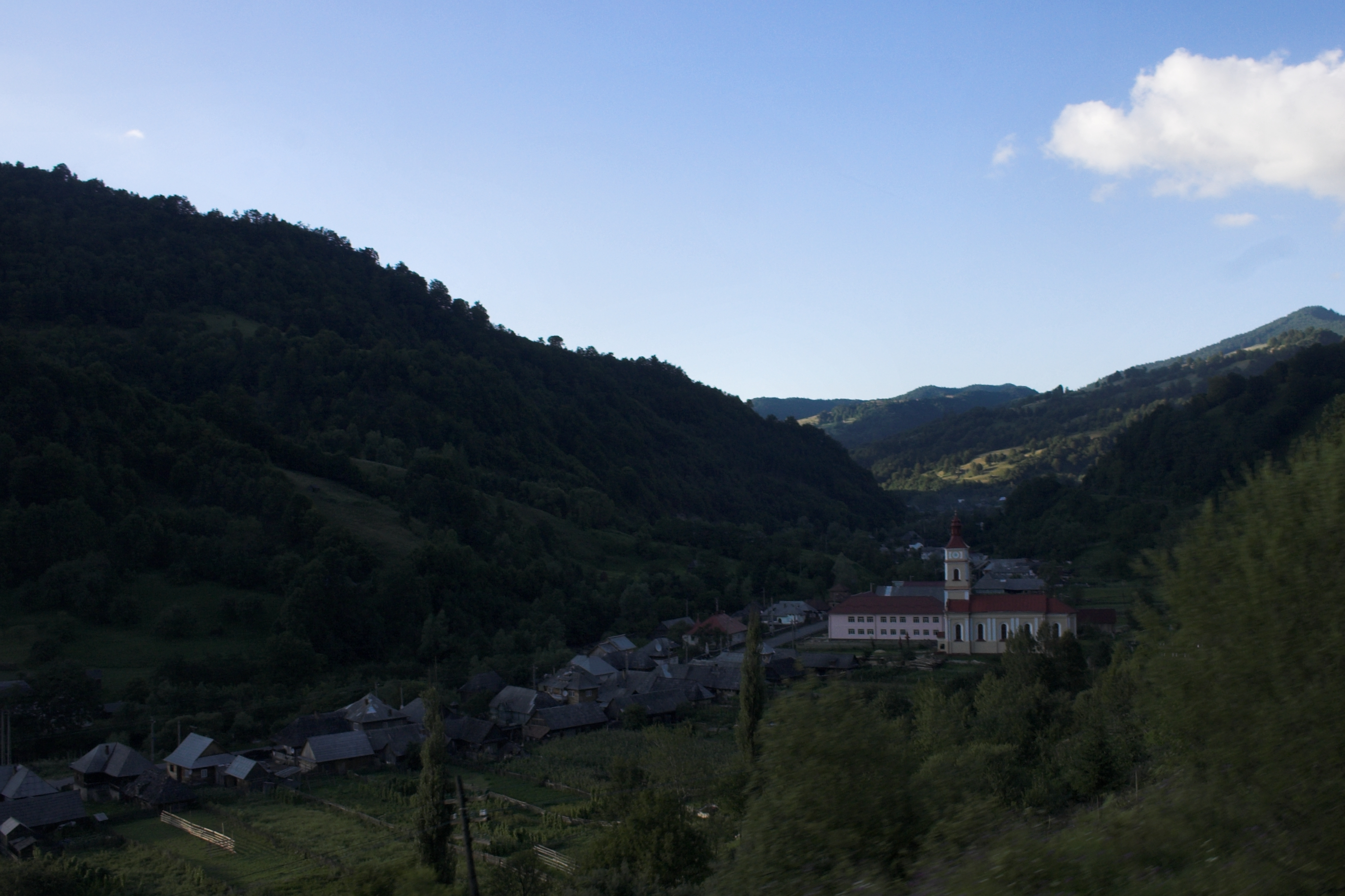
Vista al norte.
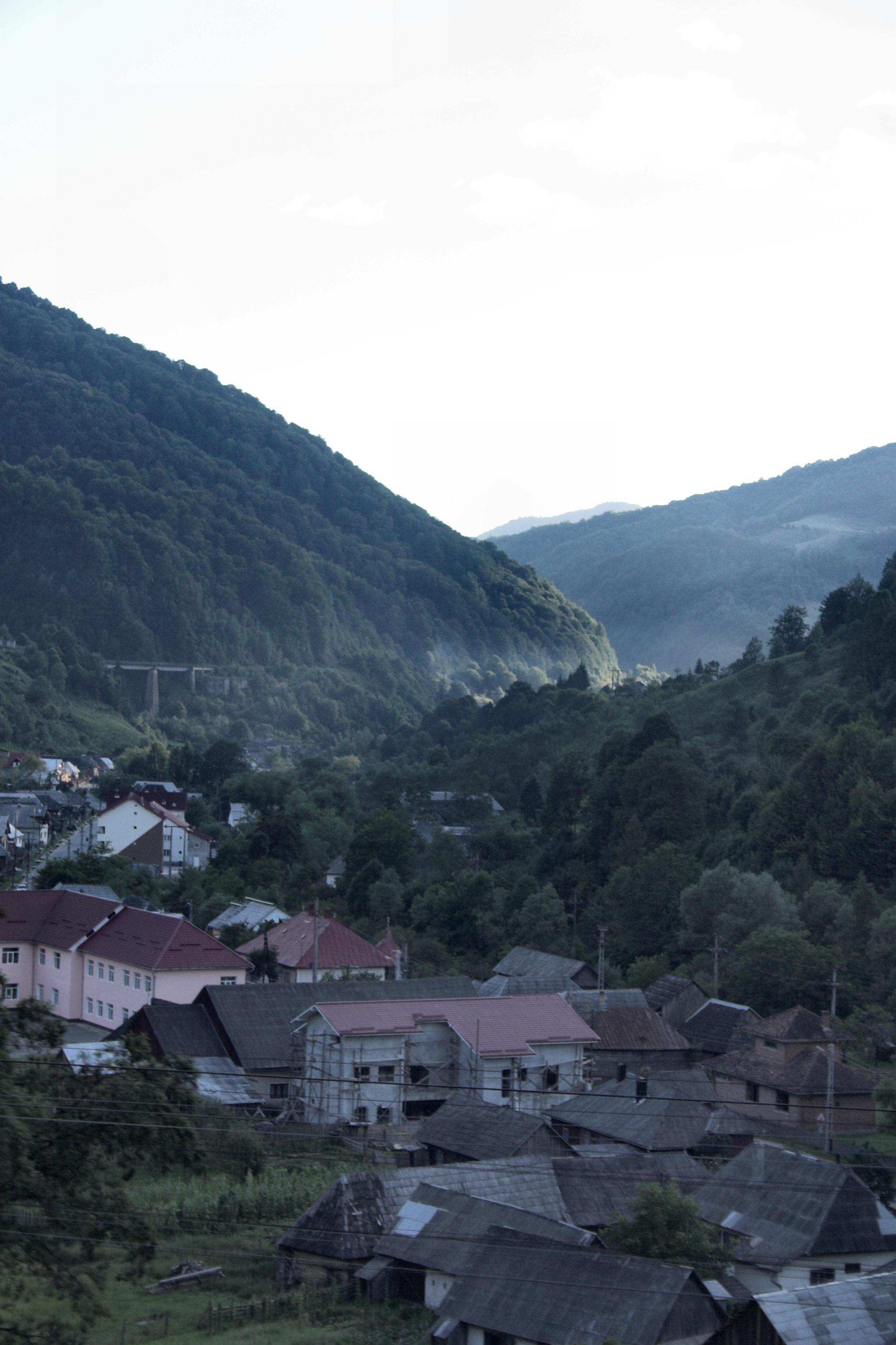
Vista al sur.
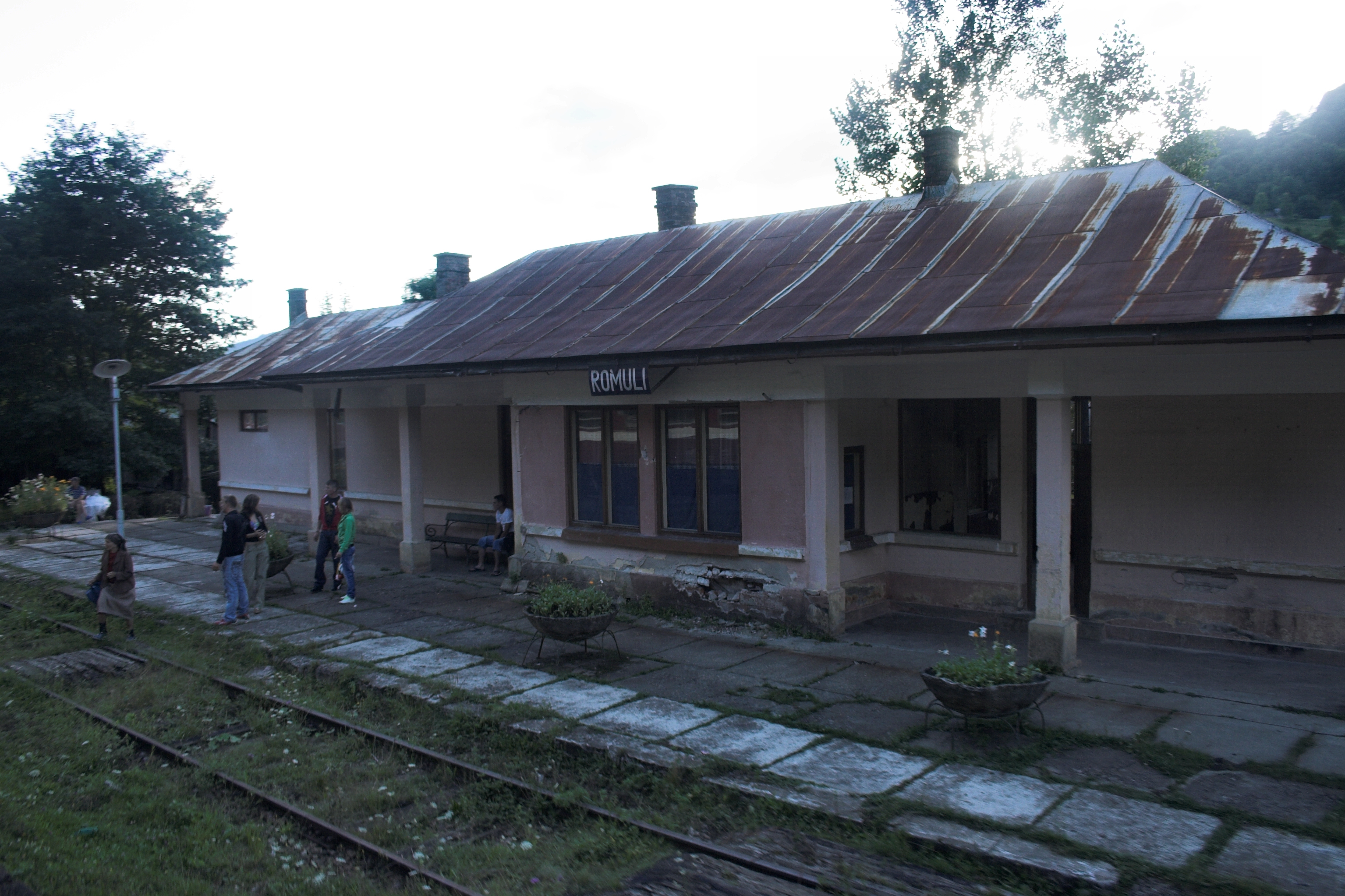
Estación de trenes.